# Keane (együttes)
A Keane egy angol alternative rock, alternative pop együttes. Zenéjükben a zongora és más billentyűs hangszerek dominálnak, akusztikus vagy elektromos szólógitárt ritkábban használnak.
Az együttes nemzetközi sikert aratott első, Hopes and Fears című albumukkal 2004-ben. Több díjat is, így a Brit Award-ot és a Best British Album-ot is elnyerték vele 2005-ben. Az Egyesült Királyság album slágerlistáján az első helyen szerepelt. Az egyik legnagyobb példányszámban eladott album az Egyesült Királyságban a mai napig. Második albumuk, az Under The Iron Sea, amelyet 2006-ban adtak ki, az Egyesült Királyság slágerlistáján ugyancsak az első helyre került a kiadás hetében.
Harmadik albumuk, a Perfect Symmetry 2008-ban jelent meg, első helyen szerepelve. Ezután megjelentettek egy EP-t, amely a Night Train nevet kapta. Habár EP-ként szerepel, a terjedelmet tekintve teljes albumnak felel meg. Negyedik LP-jük a Strangeland 2012-ben jött ki, ugyancsak az első helyet kapva az eladási listákon.
Az ötödik stúdióalbum, Cause and Effect, 2019-ben, néhány éves hiátus után jelent meg. A kiadás hetében a második helyen végzett, csak Liam Gallagher (Oasis) Why Me Why Not albuma tudta megelőzni.
A jelenlegi tagok:
Tom Chaplin (ének, akusztikus és elektromos gitár),
Tim Rice-Oxley (zongora, billentyűsök, basszusgitár, háttérének),
Richard Hughes (dob, ütősök és háttérének) és
Jesse Quin (basszusgitár, akusztikus és elektromos gitár, háttérének, ütősök, billentyűsök).

## Története

### 1995–1999: A kezdetek
Tim Rice-Oxley és Tom Chaplin kora gyermekkoruk óta ismerik egymást, gyermekkori barátok. Richard Hughes-zal együtt egy kelet-sussexi kisvárosban, Battle-ban nőttek fel. Mindhárman azonos primary és secondary schoolba jártak.
Az együttes The Lotus Eaters néven 1995-ben alakult meg, az alapító tagok Tim Rice-Oxley, Dominic Scott és Richard Hughes voltak. Mindhárman a Tonbridge School-ba jártak középiskolába. Ekkor még nem saját szerzeményeket, hanem feldolgozásokat játszottak, többek között a U2, az Oasis és a The Beatles híres dalait.
A zenekar megalakulásának idején Richard Hughes és Tim Rice-Oxley a londoni University College of London hallgatója volt. Richard Hughes földrajzot, Tim Rice-Oxley pedig antik görög és latin szakot végzett.
1997-ben Tim Rice-Oxley hallgatótársával, Chris Martin-nal (Coldplay) beszélgetve felmerült, hogy Tim csatlakozhatna a Chris nemrég alakított zenekarába. Tim visszautasította az ajánlatot, mert nem akarta elhagyni a The Lotus Eaters-t.
Ugyancsak 1997-ben Tom Chaplin csatlakozott az együtteshez, mint énekes és gitáros, bár Scott és Hughes az ötlet ellen voltak. Tom Chaplin énekesként Tim Rice-Oxley helyét vette át. Chaplin felvétele változást is hozott a zenekarba: Cherry Keane-re keresztelték át a zenekart, Tom anyjának jó barátja után, akit Chaplin és Tim kiskorukban ismertek meg. Ő biztatta őket gyermekkorukban, hogy kövessék az álmaikat. Később a név Keane-re rövidült – ez a zenekar mostani neve is.
A Keane saját dalaival debütált élőben 1998. július 13-án a Hope & Anchor pubban, amely London Islington városrészében található.
Még ugyanebben az évben Tom az Edinburgh-i Egyetemre ment művészettörténetet tanulni, ám nem fejezte be tanulmányait – ehelyett Londonba költözött, hogy folytassa zenei karrierjét a Keane-nel.
A Hope & Anchor-beli fellépésük után több London-szerte ismert fellépőhelyen mutatkoztak be 1998-99-ben.

### 1999–2003: Korai kiadások és Scott távozása
Az első promóciós célból készített kislemez, a Call Me What You Like 1999-ben készült el, amelyet Zoomorphic néven a Keane saját kiadőjaként adtak ki, 500 példányban. Ennek a kislemeznek a "B" oldalán szereplő Closer Now-t Annie Lennox feldolgozta "Pattern Of My Life" címen. Ez utóbbi Annie Lennox The Annie Lennox Collection albumán jelent meg. Egyéb korai felvételek, amelyek nem adtak ki hivatalosan, az Emily, a More Matey a rajongók között keringenek, és amelyeket meg lehet találni az interneten.
2001 közepén jelent meg második kislemezük 50 példányban, A oldalán a Wolf At The Door-ral, B oldalán az újra felvett Call Me What You Like-kal és egy új dallal, a She Has No Time-mal. Ez utóbbi szerepel a Hopes & Fears LP-n is. Ezek a kislemezek komoly gyűjtői értéket képviselnek, a második legutóbb 600 euró értékben cserélt gazdát a Discogs felületén.
Dominic Scott 2001-ben kilépett a zenekarból, mert úgy érezte, a zenekar útja nem vezet sehová. Hamarosan mesterszakon tanult tovább. A 2013-ban kiadott, The Best of Keane albumon az egyetlen újonnan megjelent dal, a The Russian Farmer's Song készítésében vett részt, amelyen a gitárszólót játszotta.
2001. augusztusa és novembere között, a Keane maradék három tagja, James Sanger producer stúdiójában, annak meghívására, Franciaországban vett fel több dalt, amelyek újra felvéve, később szerepeltek a Hopes & Fears nagylemezen. E felvételek készítése közben, a most már gitáros nélkül játszó együttes ekkor döntötte el, hogy a zongora lesz a fő hangszer, amelyet használnak.
2002 nehéz időszak volt az együttes számára, hatással volt rájuk Dominic távozása, és a zenekar jövőjével kapcsolatos véleménye, azonban az év decemberétől újra élőben koncerteztek. Az egyik ilyen fellépésükre ellátogatott Simon Williams, a Fierce Panda Records független zenekiadó vezetője. Williams, aki korábban a Coldplay-t fedezte fel, felajánlotta az első kereskedelmi forgalomba kerülő kislemez kiadását. Ez utóbbi lett a 2003. május 12-én megjelent Everybody's Changing, amelynek B oldalán a Bedshaped és a The Way You Want It szerepel. Az Everybody's Changing lett az első daluk, amely Steve Lamacq angol könnyűzenei rádióműsor vezető figyelmét is felkeltette, és mint a Hét kislemeze hangzott el annak rádiós műsorában.
Ennek hatására több zenekiadó érdeklődése után 2003 nyarán a Keane szerződést kötött az Island Records-szal. 2003. októberben a Fierce Panda kiadó jelentette meg a kiadónál megjelent utolsó kislemezüket, This Is The Last Time címmel.

### 2004–2005: Hopes and Fears és áttörés
Első nagylemezük megjelenésével a Keane elismerést kezdett szerezni az Egyesült Királyságban és az Egyesült Államokban. 2004 januárjában a BBC Sound of 2004 szavazásán a Keane-t választották a következő évben a legnagyobb eséllyel sikerre számító zenekarnak; emellett ezt az évet közismerten az új brit zene egyik legjobb évének tartják. Egy hónappal később a Keane első kiadványa az Island kiadónál a "Somewhere Only We Know" volt, amely 2004 februárjában a harmadik helyet érte el a brit kislemezlistán. Május 4-én újra kiadták az "Everybody's Changing "-t, új B-oldalas dalokkal és egy új feldolgozással; a dal a negyedik helyet érte el a brit kislemezlistán.
A Keane debütáló albuma, a Hopes and Fears 2004. május 10-én jelent meg az Egyesült Királyságban, egy nappal azelőtt, hogy a zenekar megkezdte első világkörüli turnéját. Az album az Egyesült Királyság albumlistájának élén debütált, és az év második legkelendőbb brit albuma lett. Az Egyesült Királyságban 9-szeres platinalemez minősítést kapott. A Drowned in Sound 10-ből 5 csillagos értékelést adott rá, azzal vádolva a Keane-t, hogy túlzottan utánozza a Coldplayt (különösen a "Your Eyes Open" és az "On a Day Like Today" című dalokat a zenekar A Rush of Blood to the Head című albumán szereplő "Daylight" és "Politik" dalokkal hasonlította össze), az albumot "stílusosan mindenfelé toldottnak", a dalszövegeit pedig "éretlennek" és "kínosnak" nevezte. Ugyanakkor elismerte az album "szép pillanatait", a "Somewhere Only We Know" című vezető kislemezt pedig "lélegzetelállítónak" dicsérte.
Az album világszerte körülbelül 5,5 millió példányban kelt el. Az Egyesült Királyságban 72 hétig a brit albumlista top 75-ös helyén maradt. A megjelenés után a zenekar kiadta az albumról a "Bedshaped", a "This Is the Last Time" (az Island Records gondozásában megjelent verzió) és a "Bend and Break" című kislemezeket 2005. augusztus 16-án, november 22-én és július 25-én. A zenekar két díjat nyert a 2005-ös BRIT Awards-on februárban; a Hopes and Fears című albummal a legjobb brit album díját, valamint a BBC Radio 1 hallgatóinak szavazatai alapján a brit áttörést hozó előadó díját. Három hónappal később Rice-Oxley megkapta az év dalszerzőjének járó Ivor Novello-díjat.
A Make Poverty History tagjaiként a "Somewhere Only We Know" és a "Bedshaped" című dalokat adták elő a Live 8 koncerten, amelyre 2005. július 2-án került sor Londonban. A Keane a War Child patrónusa is, és 2005 szeptemberében felvették Elton John "Goodbye Yellow Brick Road" című dalának feldolgozását a Help: a Day in the Life című jótékonysági albumra. Korábban a zenekar felvett egy feldolgozást a Walker Brothers "The Sun Ain't Gonna Shine Anymore" című dalából. A dalt 7"-es kislemezként is kiadták ajándékba a Keane levelezési listáján lévő tagjainak. Az év során a zenekar kisebb elismerést ért el az Egyesült Államokban kiterjedt turnéinak köszönhetően, amelyek az U2 előzenekaraként adott koncertsorozattal csúcsosodtak ki . A csoportot Grammy-díjra jelölték a legjobb új előadó kategóriában a Sugarlanddel, John Legenddel, Ciarával és a Fall Out Boy-jal együtt.

### 2006–2007: Under the Iron Sea
2005 áprilisában, a Hopes and Fears turné közepén a zenekar elkezdte felvenni az Under the Iron Sea című albumot Andy Green producerrel, aki a Hopes and Fears albumon is dolgozott velük. A felvételek a Helioscentric Stúdióban zajlottak, ahol a Hopes and Fears albumot is rögzítették. További felvételek a New York-i The Magic Shopban készültek. Az album megjelenését megelőzte az "Atlantic" című, csak letölthető videóklip és az "Is It Any Wonder?" című vezető kislemez megjelenése, amely a harmadik helyet érte el a brit kislemezlistán. A dalt 2007-ben Grammy-díjra jelölték a legjobb popelőadás kategóriában duó vagy együttes vokállal. Az album 2006 júniusában jelent meg világszerte, és megjelenése első két hetében az első helyen állt a brit albumlistán. 2007. május 22-ig több mint 2,2 millió példányban kelt el. Az album harmadik kislemeze a "Crystal Ball" volt, amely 2006. augusztus 21-én jelent meg, és a 20. helyet érte el a brit kislemezlistán. Az album negyedik kislemeze a "Nothing in My Way" volt, amely 2006. október 30-án jelent meg, és különösen sikeres volt a mexikói kereskedelmi rádiókban, 2007. január 13-án a Top 3-ba került, és egy hónapig ott is maradt. A zenekar a "The Night Sky" című kislemezét a War Child jótékonysági szervezet támogatására adta ki.
Az album megjelenése előtt (2006 májusában) Keane elkezdte második világkörüli turnéját. A kiterjedt turné miatt azonban Chaplin 2006. augusztus 22-én bejelentette, hogy alkohol- és drogproblémák miatt klinikára került. Ez kezdetben három koncert lemondásához és a szeptemberi turné elhalasztásához vezetett. A teljes észak-amerikai turnét törölték, hogy lehetővé tegyék a kezelések folytatását. Ennek eredményeként a 2006 októberére és novemberére tervezett közelgő brit és európai turnékat Chaplin kezelése függvényében esetleg elhalasztották. Chaplin ezután október 6-án elhagyta a londoni Priory Klinikát, de továbbra is kezelésben részesült. A turné először érte el dél-amerikai országokat (Argentína, Chile és Brazília), és a zenekar április végén harmadszorra is ellátogatott Mexikóba négy állomással, Mexikóváros belvárosába, valamint először látogattak Monterreybe és Guadalajarába. 2007. július 7-én Keane a Live Earth egyesült királyságbeli állomásán játszott a Wembley Stadionban, a Live 8-hoz hasonló koncertsorozat részeként, amely a globális felmelegedés veszélyére hívta fel a figyelmet. Előadták a "Somewhere Only We Know", az "Is It Any Wonder?" és a "Bedshaped" című számokat. Az Under the Iron Sea turné augusztus 3-án, illetve 4-én a portói (Portugália) és a spanyolországi El Ejidóban megrendezett Natural Music Festivalon zárult.
2008-ban az Under the Iron Sea albumot minden idők 8. legjobb brit albumának választották a Q Magazine és a HMV által végzett szavazáson. Október elején a Concert Live bejelentette, hogy Live 06 néven kiadnak egy limitált kiadású, kilenc CD-s kiadást, amelyen Keane összes 2006 októberében az Egyesült Királyságban tartott élő fellépése hallható.

### 2008–2011: Perfect Symmetry és Night Train
Egy 2007 márciusi videóinterjúban Chaplin és Hughes arról beszéltek, hogy a harmadik albumon „organikusabb” megközelítést szeretnének alkalmazni, de visszafogták a gitárok használatával kapcsolatos javaslatokat, jelenleg „a koncert szórakoztató részének” nevezve azokat; azonban a „ She Sells Sanctuary ” feldolgozása lett az első felvett dal a „The Happy Soldier” (2001) óta, amelyben a hangszer szerepelt. A Keane weboldalának fényképes frissítései arra utaltak, hogy az album felvételein gitárokat használtak. Jesse Quin azóta csatlakozott a zenekarhoz állandó stúdió- és élő tagként. Ő játszik basszusgitáron, ütőhangszereken, gitáron, szintetizátoron és vokálon. 2008. augusztus 25-én Keane stúdióvendégként lépett fel a BBC 6 Music műsorában Steve Lamacq- kal, ahol a Perfect Symmetry albumról három új dalt játszottak először: a „Spiralling”, a „The Lovers Are Losing” és a „Better Than This”.
Az album 2008. október 13-án jelent meg, és október 19-én az első helyre került a brit albumlistán. Emellett a Billboard 200-as listán a 7. helyet is elérte. 2008 decemberében a Q Magazine, a Q Radio és a Qthemusic.com olvasói, hallgatói és látogatói az „Év Legjobb Albumának” választották. A „Perfect Symmetry” című dalt szavazták meg a legjobb számnak. 2008 novemberében elindították a Perfect Symmetry világkörüli turnét. 2009. április 2-án a Keane lett az első zenekar, amely valaha élőben közvetített 3D-s show-t. A műsort az Abbey Roadon forgatták, a világ első műholdas közvetítésének (a Beatles előadásában) helyszínén. A Keane-rajongókat arra kérték, hogy vásároljanak 3D-s szemüveget az új 7"-es „Better Than This” című kislemezzel együtt, vagy akár készítsenek saját szemüveget.
2010. május 10-én a Keane kiadta a Night Train című EP-t, amely május 16-án a negyedik listavezető albumuk lett az Egyesült Királyságban. A Night Traint a Perfect Symmetry világkörüli turné alatt vették fel. A zenekar először minialbumként nevezte el ezt a lemezt, majd ez EP-vé változott. Egy interjúban Tim Rice-Oxley azt mondta, hogy a Night Train "gyakorlatilag egy album". A "Stop for a Minute" és a "Looking Back" dalokban a szomáliai-kanadai rapper, K'naan közreműködik. Az EP tartalmazza a Yellow Magic Orchestra "You've Got to Help Yourself" című dalának feldolgozását, amelyben a japán funk MC Tigarah énekel. A "Your Love" című dalban a Keane billentyűse, Tim Rice-Oxley énekel. A "My Shadow" című dal a Grey's Anatomy 6. évadának "Shiny Happy People" című epizódjában szerepelt. A Night Train vegyes kritikákat kapott a kritikusoktól. Ryan Brockington, a New York Post PopWrap munkatársa „játékváltoztatónak” nevezte a munkát, miközben azt írta, hogy az első kislemez, a „Stop for a Minute” „ugyanolyan zseniális”, mint maga az album.
A Night Train EP támogatásával a zenekar elindult a Night Train turnéra, amely egy brixtoni, londoni fellépéssel kezdődött a The Fridge -ben, 2010. május 12-én. A turné része egy hazatérő koncert a Bedgebury Pinetumban, a zenekar szülővárosa, Battle mellett. Ezt európai fesztiválfellépések, majd egy észak-amerikai turné követte, végül pedig a denveri Mile High Fesztiválon való fellépéssel zárultak.

### 2011–2013: Strangeland
A Mt. Desolation turné (Tim és Jesse alternatív projektje) befejezése után Tim Rice-Oxley és Jesse Quin csatlakozott a zenekar másik két tagjához, hogy a Strangeland előprodukcióján dolgozzanak. 2011. február 3-án jelentették be a zenekar hivatalos weboldalán, hogy Quin hivatalos tagja lett a zenekarnak. 2007 óta dolgozik a Keane-nel. A csapat 2011. április 13-án koncertet adott Pekingben, Kínában a Burberry divatcég meghívására. A zenekar akusztikus koncertet is adott a kínai falnál. 2012. január 12-én fejezték be negyedik stúdióalbumuk felvételét, a keverést pedig február 10-én. Az albumot Tim Rice-Oxley Sea Fog Stúdiójában vették fel, Polegate-ben, Kelet-Sussexben. A Strangeland turné 2012. március 9-én, pénteken kezdődött a De La Warr Pavilonban, Bexhill-on-Sea-ben, Kelet-Sussexben.
A zenekar 2012. március 13-án adta ki az album vezető kislemezét, a " Silenced by the Night "-ot, világszerte, kivéve az Egyesült Királyságot. Először március 12-én adták elő a "Silenced By the Night"-ot a Jimmy Kimmel Live! -ban. A dalt 2012. március 26-án küldték el az amerikai felnőtt alternatív rádióállomásoknak. Az Egyesült Királyságban a kislemez 2012. április 15-én jelent meg. A "Disconnected" című kislemez 2012. április 20-án jelent meg Németországban, Svájcban és Ausztriában, a hivatalos világpremier 2012. október 8-án volt. A "Sovereign Light Café" című kislemez 2012. július 23-án jelent meg. A videóklipet az angliai Sussexben található Bexhill-on-Sea-ben forgatták.

### 2013–2018: The best of Keane és szünet
A Keane 2013 novemberében adta ki a The Best of Keane című válogatásalbumot. A válogatásalbumról két új, a Strangeland alatt rögzített dal jelent meg; a „Higher Than the Sun” 2013. szeptember 28-án, a „Won't Be Broken” pedig 2014. január 20-án.
2013. október 20-án számos kiadvány, köztük a The Sun és a Digital Spy is azt állította, hogy a Keane a The Best of Keane megjelenését követően feloszlik, és arról számoltak be, hogy a zenekar tagjai „szünetet tartanak... hogy saját projektjeikkel foglalkozzanak”. 2013. október 21-én Tom Chaplin a Real Radio Yorkshire-ben tisztázta, hogy a zenekar nem oszlik fel, de a tagok szeretnének „egy kis szünetet tartani a Keane-től”, miután az elmúlt években elfoglaltak voltak.
Egy 2017 végén a The Sun tudósítójával készített interjúban Tom Chaplin kijelentette, hogy úgy érzi, túl öreg a zenekar újraalakításához és újraindításához. 2016. október 14-én jelent meg egy szólóalbuma The Wave címmel. 2017. november 17-én adta ki a karácsonyi témájú második albumát, a Twelve Tales of Christmas-t. Rice-Oxley és Quin folytatták a Mt. Desolation mellékprojektet, és 2018. május 25-én adták ki a When the Night Calls című albumot. 
A zenekar szünete alatt a csapat háromszor állt újra össze: 2015. augusztus 8-án Chaplin és Rice-Oxley egy Keane-dallistát adtak elő a Battle Fesztiválon. 2016. szeptember 11-én a zenekar kiadott egy videoklipet a "Tear Up This Town" című dalhoz, amelyet a Váratlan jóbarát című filmhez írtak és vettek fel.

### 2019–jelen: Visszatérés, Cause and Effect és Hopes and Fears 20
2018 vége felé a Keane rejtélyes képek sorozatát tette közzé közösségi média fiókjaiban, utalva arra, hogy a kvartett a stúdióban dolgozik az új anyagon. 2019. január 17-én a The Sun egyik cikke arról számolt be, hogy a zenekar "hat év kihagyás utáni visszatérést" tervez, és hogy egy "a rockerekhez közel álló forrás elárulta, hogy készen állnak újra együtt dolgozni, miután 'félretették a nézeteltéréseiket'". Február 6-án közzétettek egy képet magukról a közösségi média fiókjaiban. Ezt követően számos bejelentés történt az Instagram és Facebook oldalaikon a zenekar fellépéseiről, többek között a Cornbury Zenei Fesztiválon (2019. július 6.), a 4ever Valencia Fesztiválon Spanyolországban (2019. július 21.), a MEO Marés Vivas-on Portugáliában (2019. július 19.), a Noches del Botánico-n Madridban (2019. július 20.) és a Hello Fesztiválon Hollandiában (június 9.). 2019. március 15-én előadták a " Somewhere Only We Know " című dalukat a Comic Relief Red Nose Day című műsorában a BBC One-on a London Contemporary Voices közreműködésével. 2019. március 26-án a csapat Facebook-oldalán ezt írta: "Kétségbeesetten szeretnénk tudatni veletek, hogy egy újabb albumot készítünk, amelyet még idén kiadunk." 
2019. május 17-én a Keane kiadta a Retroactive EP1 című EP-t , amelyen „kedvenc archivált élő előadásaink, régebbi demók és véletlenszerű kincsek” szerepelnek. 2019. június 6-án a zenekar kiadta a Cause and Effect album első új kislemezét, „The Way I Feel” címmel. 2019. június 16-án a Keane fellépett az Isle of Wight Fesztiválon, amely az esemény zárózenekara volt. 2019. augusztus 8-án a második kislemez, a „Love Too Much” streamelhetővé vált, és a BBC Radio 2 The Breakfast Show- jában debütált. Neil Z. Yeung, az AllMusic munkatársa pozitív kritikát adott az albumról, ezt írta: „A Cause and Effect semmiképpen sem egy korszakalkotó visszatérés, inkább egy kielégítő visszatérés a formához, amely kecsesen öregbíti a Keane-t azáltal, hogy egy ismerős formulát élénkít egy drámai, életet megváltoztató évtized alatt elsajátított bölcsességgel és őszinteséggel.” 2021. április 9-én a Keane közösségi média platformjain bejelentette, hogy részt vesznek a Record Store Day 2021 Drop 2 rendezvényen július 17-én, Dirt EP -jük különleges korai kiadásával, 12"-es vinyl-en, amelyen négy korábban kiadatlan szám szerepel a Cause and Effect sessions-ből. Július 17-én az EP címadalának videóklipje megjelent a YouTube-on és az Apple Music-on, egybeesve az EP 12"-es vinyljének korlátozott, korai kiadásával a Record Store Day alkalmából. Ezzel egy időben bejelentették, hogy az EP teljes megjelenése 2021. augusztus 13-án lesz. A zenekar ugyanebben az évben számos koncertet adott, többek között fellépett az abban az évben megrendezett TRNSMT Fesztiválon Glasgow-ban. 
A zenekar 2022 júniusában és júliusában egy rövid brit turnét tett, melynek során fellépett a belgiumi Rock Werchter fesztiválon is. Később, ugyanebben az évben Chaplin kiadta harmadik stúdióalbumát, a Midpointot, 2022 szeptemberében. Egy Retro Pop magazinnak adott interjúban Chaplin elmondta, hogy az emberek „folyamatosan kérdezgetik” őt a Keane-ről és arról, hogy készítenek-e újabb lemezt. „Nem tudom” – mondta válaszul. „Majd meglátom.”
2023 szeptemberében a zenekar bejelentette, hogy 2024-ben turnéra indul az Egyesült Királyságban, Európában és Amerikában a Hopes and Fears 20. évfordulójának megünneplésére. A turné májusban kezdődik, egybeesve az album újrakiadásával, és szeptemberben folytatódik. 

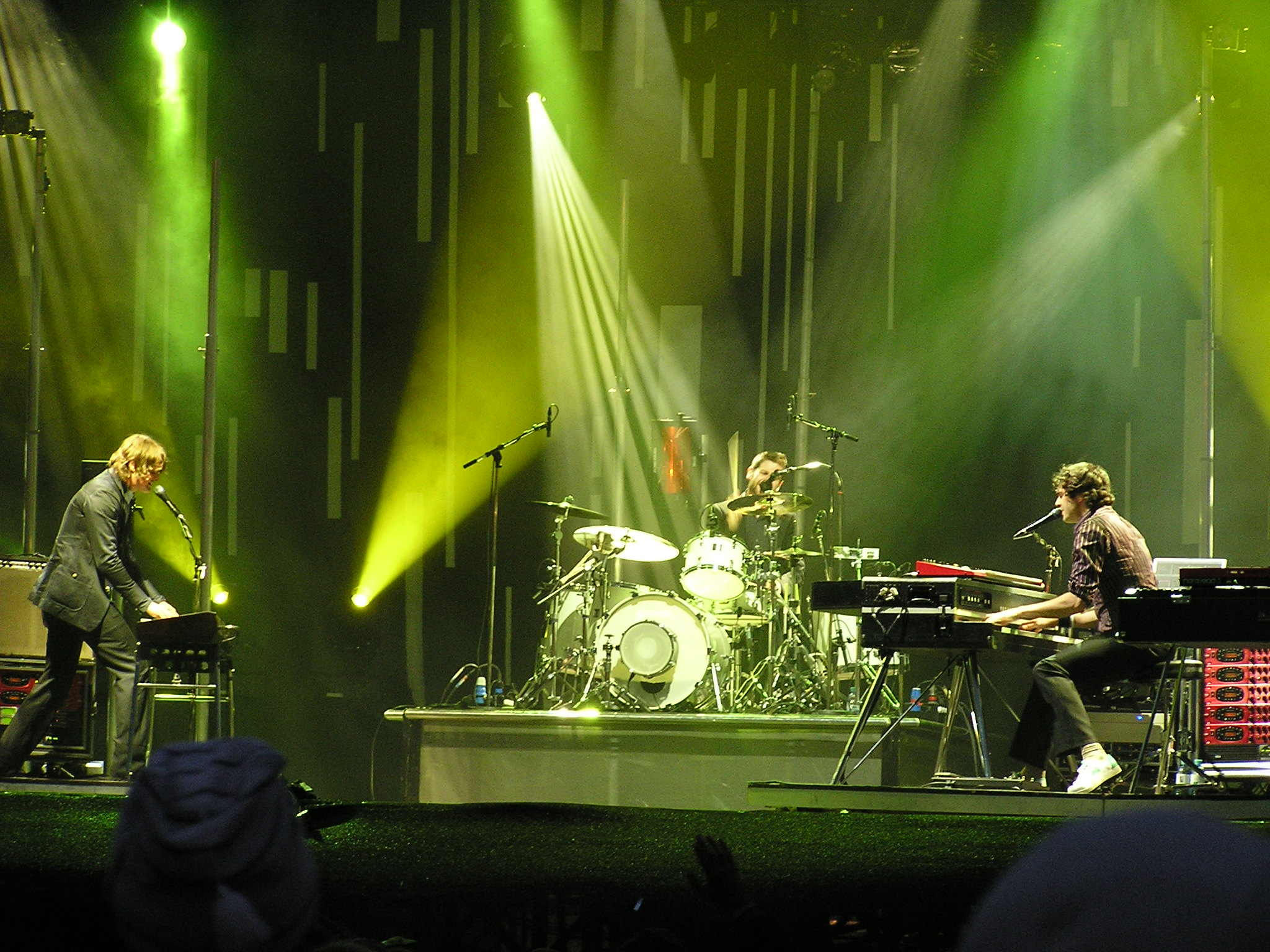
A Keane egy 2006-os koncerten Németországban

## Tagok

### Jelenlegi tagok
- Tom Chaplin (1997-től) – ének, gitár
- Richard Hughes – dob
- Tim Rice-Oxley – billentyű, vokál, zeneszerzés
- Jesse Quin – basszusgitár, billentyű

### Korábbi tagok
- Dominic Scott (2001-ben kilépett) – vezető, vokál, gitár

## Diszkográfia

### Stúdióalbumok
- Hopes and Fears (2004)
- Under the Iron Sea (2006)
- Perfect Symmetry (2008)
- Strangeland (2012)
- Cause and Effect (2019)[6]

### Középalbumok
- Night Train (2010)
- Dirt (2021)

## Külső hivatkozások
- Hivatalos oldal
- A Keane Twitter accountja
- A Keane Instagram accountja
- A Keane Facebook accountja
- Hivatalos myspace oldal
- a Keane történetével foglalkozó magyar nyelvű blog